# كاسالبوردينو
كاسالبوردينو (بالإيطالية: Casalbordino)‏ هي بلدية في مقاطعة كييتي في إقليم أبروتسو الإيطالي.

## السكان
في سنة 1861 بلغ عدد السكان 4٬034 نسمة، وتطور العدد ليصل في سنة 2011 لـ 6٬303 نسمة.
يظهر هذا المخطط البياني تطور النمو السكاني لـ كاسالبوردينو